# 이태희 (1911년)
이태희(李太熙, 일본식 이름: 三江太熙 또는 三江達夫, 1911년 11월 8일 ~ 1999년 10월 27일)는 일제강점기와 대한민국의 법조인이다. 일제의 검사였고, 보도연맹 최고지도위원이었으며, 제8대 검찰총장을 지냈다.

## 생애
본관은 청주이며, 평안남도 강동군 출신이다. 일본에 유학하여 1927년 도호쿠 제국대학을 졸업하고 고등문관시험 사법과에 합격하여 법조인이 되었다. 일제 강점기 말기에 해주지방법원 검사를 지냈다.
미군정에서 사법부 감찰국장을 지내는 등 태평양 전쟁 종전 후에도 검사로 계속 근무하면서 대검찰청 검사, 대한민국 법무부 검찰국장, 서울지방검찰청 검사장, 부산지방검찰청 검사장 등을 지냈다. 이화여자대학교 법정대 학장으로도 재직했다.
제1공화국에서 김익진 검찰총장이 서울고검장으로 강등되자 서울지검장이었던 이태희가 이승만 대통령을 상대로 인사처분 무효확인 소송을 냈다가 부산지검장으로 좌천되었다. 이 사건으로 이태희는 강직한 검사라는 명성을 얻었다.
4·19 혁명 직후에 검찰총장으로 발탁되어 3·15 부정선거 뒷처리를 맡았으나, 이듬해 5·16 군사정변으로 물러났다. 이후 변호사를 개업하고 1964년에는 한국법학원 원장을 역임했다. 1990년 국민훈장 무궁화장을 수여받았다.

## 평가
2008년 민족문제연구소가 발표한 친일인명사전 수록예정자 명단 중 사법 부문에 선정되었다.

## 참고 자료
- 이태희(李太熙) - 국사편찬위원회

| 전임 민복기 | 제2대 법무부 검찰국장 1949년 7월 8일 ~ 1949년 9월 22일 | 후임 최병석 |

| 전임 박승준 | 제8대 검찰총장 1960년 5월 5일 ~ 1961년 5월 27일 | 후임 장영순 |